# えすとえむ
えすとえむは、日本の漫画家。

## 来歴・人物
京都精華大学大学院修了。2006年に『ショーが跳ねたら逢いましょう』でデビュー。『うどんの女』で「このマンガがすごい!2012オンナ編」第3位。当初はボーイズラブ誌を主に活動の場にしていたが、2020年現在、ジャンルの垣根を作らず創作活動を行っている。
学生時代の恩師、レイチェル・ソーンによる英訳版が北米で流通している。2008年、『ショーが跳ねたら逢いましょう』と『愚か者は赤を嫌う』はAurora Publishingから、『エイジ・コールド・ブルー』はNet Comicsからそれぞれ発行された。コミコン・インターナショナルにて『愚か者は赤を嫌う』が"best adult manga of the year"にノミネートされた。
オノ・ナツメと友人関係にあり、ともに酒好きである。
宝塚歌劇団のファンで、東京都在住であったが宝塚好きが高じ、2021年に兵庫県宝塚市に移住。特に月組を贔屓にしていると公言している。
2021年8月11日から29日には、漫画家生活15周年を記念した初の企画展「FIESTA!!」が東京都のヴァニラ画廊で開催された。

## 作品リスト
- ショーが跳ねたら逢いましょう（2006年、東京漫画社）
- エイジ・コールド・ブルー（2008年、東京漫画社）
- 愚か者は赤を嫌う（2008年、宙出版）
- キネイン!（2009年、東京漫画社）
- ULTRAS（2009年、東京漫画社）
- 作品ナンバー20（2009年、リブレ出版）
- このたびは（2010年、祥伝社）
- はたらけ、ケンタウロス！（2011年、リブレ出版）
- equus -エクウス-（2011年、祥伝社）
- Golondrina ゴロンドリーナ（2011年 - 、月刊IKKI、小学館、既刊5巻）
- うどんの女（2011年[9] - 、『FEEL YOUNG』2011年1月号[10] - 2011年6月号[11]、2022年8月号[12] - 連載中、祥伝社、既刊3巻）
- ハッピーエンドアパートメント（2011年、リブレ出版）
- やがて、藍になる（2011年、東京漫画社）
- クシュラル（2012年、祥伝社）
- IPPO（2012年、集英社）
- その男、甘党につき（2013年、「ぽこぽこ」、太田出版）[13][14]
- エバーアフター（2014年、祥伝社）
- いいね!光源氏くん（2015年 - 2021年、『FEEL YOUNG』2015年12月号 - 2021年5月号、祥伝社、全5巻） ※2020年テレビドラマ化[15][16]
- CITY HUNTER外伝 伊集院隼人氏の平穏ならぬ日常（2018年 - 、「コミックタタン」2018年[17] - 連載中、徳間書店）
- 王様の耳〜秘密のバーへようこそ〜（2021年 - 、『女性セブン』2021年18号[18] - 2024年17号[19]、小学館、既刊5巻）

### 装丁
- 越智月子「モンスターU子の嘘」（2012年、小学館）